# Erik Stehrer
Erik Stehrer (* 9. Mai 2007) ist ein österreichischer Fußballspieler.

## Karriere

### Verein
Stehrer begann seine Karriere beim FC Blau-Weiß Linz. Zur Saison 2015/16 wechselte er zum LASK, kehrte aber bereits im Jänner 2016 wieder zu Blau-Weiß zurück. Im Jänner 2021 wechselte er in die Akademie des SK Rapid Wien. Zur Saison 2022/23 wechselte er abermals zu Blau-Weiß, ehe er zur Saison 2023/24 ein zweites Mal in die Akademie der Rapidler wechselte.
Im Mai 2024 spielte Stehrer erstmals für die Amateure der Rapidler in der Regionalliga. Dies blieb sein einziger Saisoneinsatz. Mit Rapid II stieg er als Meister der Ostliga in die 2. Liga auf. Sein Debüt in der 2. Liga gab er dann im August 2024, als er am ersten Spieltag der Saison 2024/25 gegen den SV Horn in der 70. Minute für Yasin Mankan eingewechselt wurde.

### Nationalmannschaft
Stehrer spielte im November 2021 erstmals für eine österreichische Jugendnationalauswahl.